# لاد (مجارستان)
لاد (به مجاری:  Lad) یک منطقهٔ مسکونی در مجارستان است که در ناحیه بارچ واقع شده‌است. لاد ۲۲٫۳۵ کیلومتر مربع مساحت و ۵۶۱ نفر جمعیت دارد.